# XVIII Giochi del Sud-est asiatico
I XVIII Giochi del Sud-est asiatico si sono svolti a Chiang Mai, in Thailandia, dal 9 al 17 dicembre 1995.

## Paesi partecipanti
Ai giochi hanno partecipato 3262 atleti provenienti da dieci nazioni:
- Brunei
- Cambogia
- Indonesia
- Laos
- Malaysia
- Birmania
- Filippine
- Singapore
- Thailandia
- Vietnam

## Discipline
In totale si sono disputati eventi sportivi in 28 diverse discipline.

## Medagliere
*   Paese ospitante
| Posiz. | Nazione     | Oro | Argento | Bronzo | Totale |
| ------ | ----------- | --- | ------- | ------ | ------ |
| 1      | Thailandia* | 157 | 98      | 91     | 346    |
| 2      | Indonesia   | 77  | 67      | 77     | 221    |
| 3      | Filippine   | 33  | 48      | 62     | 143    |
| 4      | Malaysia    | 31  | 49      | 69     | 149    |
| 5      | Singapore   | 26  | 27      | 42     | 95     |
| 6      | Vietnam     | 10  | 18      | 24     | 52     |
| 7      | Birmania    | 4   | 21      | 37     | 62     |
| 8      | Brunei      | 0   | 2       | 6      | 8      |
| 9      | Laos        | 0   | 1       | 6      | 7      |
| 10     | Cambogia    | 0   | 0       | 2      | 2      |
| Totale | Totale      | 338 | 331     | 416    | 1085   |